# الوافی بالوفیات
الوافی بالوفیّات (al wafi bil wafiyat) مجموعه زندگی‌نامه‌های ۱۴ هزار مدخلی، نوشتهٔ صلاح‌الدین صفدی در نیمهٔ اول سده هشتم ق./ سده چهاردهم م. است که الفبایی ترتیب یافته و عربی نوشته شده. نسخه‌های خطی آن در کتابخانه‌های گوناگون به‌ویژه در استانبول بود تا اینکه نخستین بار با تلاش جمعیت شرق‌شناسان آلمان چاپ، نشر و بازنگری شد.